# Piotr Miazga
Piotr Miazga (ur. 24 grudnia 1976 w Łodzi) – polski aktor filmowy telewizyjny i teatralny.

## Filmografia
- 1997: Las (etiuda szkolna) – grzybiarz
- 1999: Wszystko będzie dobrze (etiuda szkolna) – Marcin
- 1999: Popołudniowa melodia – słuchacz melodii
- 1999: Długi spacer (etiuda szkolna) – spacerowicz
- 2000: Pościg (etiuda szkolna) – chłopak
- 2000: Klan – Karol, pracownik firmy budowlanej
- 2001: Reich – kolega Marcina
- 2001: Po prostu (etiuda szkolna) – cwaniak
- 2002–2011: M jak miłość – Sebastian Kociołek
- 2002: Kariera Nikosia Dyzmy – kelner
- 2002: Haker – Adam „Turbo” Nowak
- 2002: Exit – facet
- 2003: Dotknij mnie – Piotr
- 2003: Bao-Bab, czyli zielono mi – intendent (odc. 2)
- 2003–2005: Defekt – policjant Gąsior, podwładny Kosmali
- 2004: Sceny z Powstania... (spektakl telewizyjny) – lekarz komendant szpitala powstańczego
- 2004: Samo życie – funkcjonariusz służby ochrony lotniska (odc. 282)
- 2004–2005: Oficer – antyterrorysta Arek (odc. 1, 4-5, 8, 11)
- 2004: Ja, Tadek (etiuda szkolna) – Gruby
- 2005: Okazja – Rysiek (odc. 8)
- 2005: Klinika samotnych serc – mężczyzna, który chciał rzucić się z dachu (odc. 1)
- 2005: Hotel (etiuda szkolna) – boy hotelowy
- 2006: Warto kochać – kurier
- 2006: U fryzjera – klient (odc. 12)
- 2006: Plac Zbawiciela – kelner
- 2006: Oficerowie – antyterrorysta Arek (odc. 1-2, 4, 8)
- 2006: Mrok – Robert Kuś (odc. 1)
- 2006: Kryminalni – Patryk (odc. 51)
- 2006: Job, czyli ostatnia szara komórka – hycelman
- 2006: Fałszerze – powrót Sfory – asystent prawnika (odc. 9)
- 2007: Wielki świat (etiuda szkolna) – Jacek
- 2007: Samo Życie – Krzysztof, znajomy Edwarda (odc. 1076-1077)
- 2007: Twarzą w twarz – kierowca (odc. 6)
- 2007: Odwróceni – Klawy (odc. 4)
- 2007: I kto tu rządzi? – Zdzisiek Walczak (odc. 24)
- 2007: Halo Hans! – klaun (odc. 8)
- 2007: Faceci do wzięcia – producent Tolo (odc. 59)
- 2008: To nie tak, jak myślisz, kotku – kelner
- 2008: Nie kłam, kochanie – kelner w Piaskowej Skale
- 2008: Niania – lekarz (odc. 109)
- 2008: Na Wspólnej – sierżant Kosiński (odc. 995, 1005, 1007, 1012)
- 2008: Na dobre i na złe – paparazzi Olaf Marczuk (odc. 350)
- 2008: Agentki – Jerzy Tkaczyk (odc. 1)
- 2009: Nie opuszczaj mnie – Kuba
- 2009: Generał – zamach na Gibraltarze – major William S. Herring
- 2009: Do wesela się zagoi – stażysta Dominik
- 2009: 39 i pół – budowlaniec (odc. 16)
- 2010: Weekend – Cygan
- 2010: Ratownicy – chłopak (odc. 4)
- 2010-2019, 2021: Ojciec Mateusz – policjant Bronisław Wierzbicki
- 2010: Kaffe i Gdansk – Janusz
- 2010: Hotel 52 – policjant (odc. 24)
- 2011: Prosto w serce – ochroniarz w ambasadzie (odc. 67, 72)
- 2011: Układ Warszawski – Konrad (odc. 9)
- 2011: Sztos 2 – Leon Ćwiek
- 2011: Linia życia – Paweł Nosal
- 2011: Komisarz Alex – Mirek (odc. 2)
- 2012: Ostatnie piętro – sąsiad
- 2012: Piąty Stadion – Włoch (odc. 55)
- 2013: Prawo Agaty – Witold Szczerski, właściciel firmy komputerowej (odc. 49)
- 2013: Pierwsza miłość – Józef Burczyk, przedstawiciel handlowy
- 2013–2014: Na krawędzi – informatyk policyjny (odc. 12, 15-16, 18)
- 2014: Wataha – Macher (odc. 1)
- 2015: Król życia – policjant
- 2015: Komisarz Alex – Witalij Krawczenko (odc. 81)
- 2015: Karbala – oficer łączności w Limie
- 2015: Dziewczyny ze Lwowa – sutener (odc. 2)
- 2015: Disco polo – członek zespołu Gender
- 2015–2016: Barwy szczęścia – deweloper Radosław Drabik, szef Marczaka
- 2015: Anatomia zła – policjant Koazłowski
- 2016: Wmiksowani.pl – Witold Wicio Rybie Oko Gawroński, fotograf (odc. 3-4, 6, 10)
- 2016: Planeta singli – barman
- 2016: Druga szansa – mężczyzna z kolejki (odc. 8)
- 2016: Bodo – adwokat, obrońca Eugeniusza (odc. 9)
- 2016: Belfer – dziennikarz z tv (odc. 6)
- 2017: Ultraviolet – Wiktor Tomczyk (odc. 6)
- 2018: Pensjonat nad rozlewiskiem – komornik Sławomir Smółka (odc. 8)
- 2018: Ślepnąc od świateł – Hubert „Pajda” Pajdowski (odc. 1, 3, 6)
- 2019: Zasada przyjemności – informatyk Bolek (odc. 1, 4, 7, 9)
- 2019: Underdog – dresiarz
- 2019: Świat według Kiepskich –
  - Edek, tancerz jodłujący (odc. 551),
  - Mirek Kudaśko (odc. 562)
- 2019: Pułapka – taksówkarz (odc. 9)
- 2019: Jak zostałem gangsterem. Historia prawdziwa – Ziko
- 2019: Sprawiedliwi – Wydział Kryminalny – komisarz Stanisław Gawlik
- 2020: Komisarz Alex – Adam Marczak (odc. 166)
- od 2020: Pierwsza miłość – Stach, mieszkaniec Nowosiółek
- 2020: Kamień – ochroniarz
- 2020: Banksterzy – ochroniarz
- 2023: Kurierzy – Tomasz Gawrecki
- 2025:Królowie - Nawoj